# Ultimul vals
Ultimul vals (în engleză The Last Waltz) a fost un concert al grupului rock canadian-american The Band⁠(d), care a avut loc în sărbătoarea americană Ziua Recunoștinței, 25 noiembrie 1976, la Winterland Ballroom⁠(d) din San Francisco. Ultimul vals a fost promovat drept „concertul de adio” al trupei The Band și i s-au alăturat mai mult de o duzină de invitați speciali, inclusiv foștii lor asociați Ronnie Hawkins⁠(d) și Bob Dylan, precum și Paul Butterfield⁠(d), Bobby Charles⁠(d), Eric Clapton, Neil Diamond, Dr. John⁠(d), Joni Mitchell, Van Morrison⁠(d), Ringo Starr, Muddy Waters, Ronnie Wood și Neil Young. Directorul muzical al concertului a fost producătorul original al trupei The Band, John Simon.
Concertul a fost produs și organizat de Bill Graham și a fost filmat de regizorul Martin Scorsese, care l-a transformat într-un documentar cu același titlu, care a fost lansat în 1978. Jonathan Taplin⁠(d), care a fost managerul de turneu al trupei The Band din 1969 până în 1972 și mai târziu a produs filmul Crimele din Mica Italie (1973) al lui Scorsese, a sugerat că Scorsese ar fi regizorul ideal pentru proiect și li-a făcut cunoștință lui Robbie Robertson⁠(d) cu Scorsese. Taplin a fost producător executiv. Filmul include melodii cântate în cadrul concertului, interpretări intermitente de cântece filmate în studio și interviuri ale lui Scorsese cu membrii trupei. Coloana sonoră și DVD-ul au fost lansate ulterior.
Ultimul vals este considerat drept unul dintre cele mai bune filme concert documentare realizate vreodată. În 2019, filmul a fost selectat de Biblioteca Congresului pentru păstrare în Registrul Național de Film al Statelor Unite ale Americii, ca urmare a faptului că a fost considerat „semnificativ din punct de vedere cultural, istoric sau estetic”.

## Rezumat
Începând cu un insert unde scrie: „This film should be played loud!” („Acest film ar trebui să fie vizionat cu volum tare!”) filmul concert documentar prezintă cariera și influențele trupei The Band. Membrii trupei sunt Rick Danko⁠(d) la chitară bas, vioară și voce; Levon Helm⁠(d) la tobe, mandolină și voce; Garth Hudson⁠(d) la clape și saxofon; compozitorul Richard Manuel⁠(d) la clape, percuție și voce; și chitaristul, compozitorul și vocalistul ocazional Robbie Robertson⁠(d).

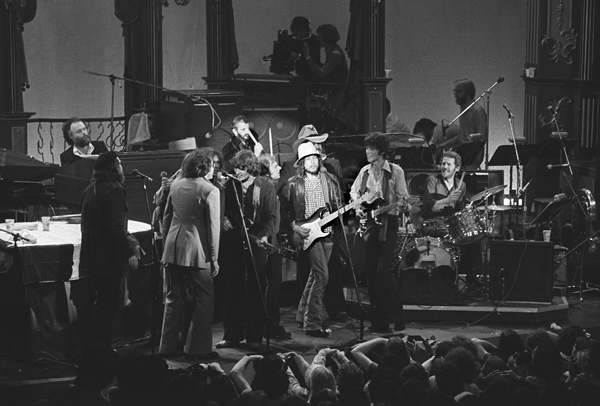
The Band, cu Bob Dylan și invitați, în timpul interpretării piesei „I Shall Be Released”

Mai mulți alți artiști cântă alături de The Band: Muddy Waters, Paul Butterfield⁠(d), Neil Young, Joni Mitchell, Van Morrison⁠(d), Dr. John⁠(d), Neil Diamond și Eric Clapton. Genurile acoperite sunt blues, rock and roll, R&B din New Orleans⁠(d), pop Tin Pan Alley, folk și rock. Alte genuri sunt explorate în segmente filmate mai târziu în studio cu Emmylou Harris (country) și Staple Singers⁠(d) (soul și gospel).